# رأس لمسة
رأس لمسة هو أحد الرؤوس على الساحل الشرقي للبلاد التونسية، يقع في ولاية مدنين، شمال غربي بحيرة البيبان.
| رأس لمسة |